# هزاري (تشابهار)
هزاري (بالفارسية: هزاری) هي قرية تقع في قسم باهوكلات الريفي (مقاطعة تشابهار) في إيران. يقدر عدد سكانها بـ 297 نسمة بحسب إحصاء 2016.